# عيطة كاساوغوا
عيطة كاساوغوا (باليابانية: 笠川 永太) (25 أكتوبر 1990 في فوكوكا في اليابان – )؛ هو لاعب كرة قدم ياباني سابق كان يلعب كحارس مرمى.

## وصلات خارجية
- عيطة كاساوغوا على موقع رابطة كرة القدم اليابانية للمحترفين (اليابانية)
- عيطة كاساوغوا على موقع قاعدة بيانات كرة القدم.إي يو (الإنجليزية)
- عيطة كاساوغوا على موقع Soccerway.com (الإنجليزية)
- عيطة كاساوغوا على موقع عالم كرة القدم.نت (الإنجليزية)
- عيطة كاساوغوا على موقع كووورة